# Bengalen (volk)
Bengalen (Bengaals: বাঙ্গালী bangalī) of Bengalezen zijn een Indo-Arisch volk in Zuid-Azië. Het kerngebied waar de Bengalen wonen, ligt waar de rivier de Brahmaputra samen met de Ganges een delta vormt. De inheemse bevolking is verdeeld over het onafhankelijke land Bangladesh en de Indiase deelstaten West-Bengalen, Tripura en delen van Assam. De meesten spreken Bengaals, een taal van de Indo-Iraanse taalfamilie. Het Bengaals is de op vijf na meest gesproken taal op aarde. Meer dan twee derde van de Bengalen zijn aanhangers van de islam, terwijl ongeveer een derde behoort tot de hindoeïstische minderheid.
Ze zijn de derde grootste etnische groep ter wereld, na de Han-Chinezen en Arabieren. Ze zijn dan ook de grootste etnische groep binnen de Indo-Europeanen. Zoals alle grote culturele volken in de geschiedenis, hebben Bengalen grote invloed gehad op en bijgedragen aan verschillende gebieden, waaronder kunst, architectuur, taal, folklore, literatuur, politiek, wetenschap en technologie.

## Naamgeving en oorsprong

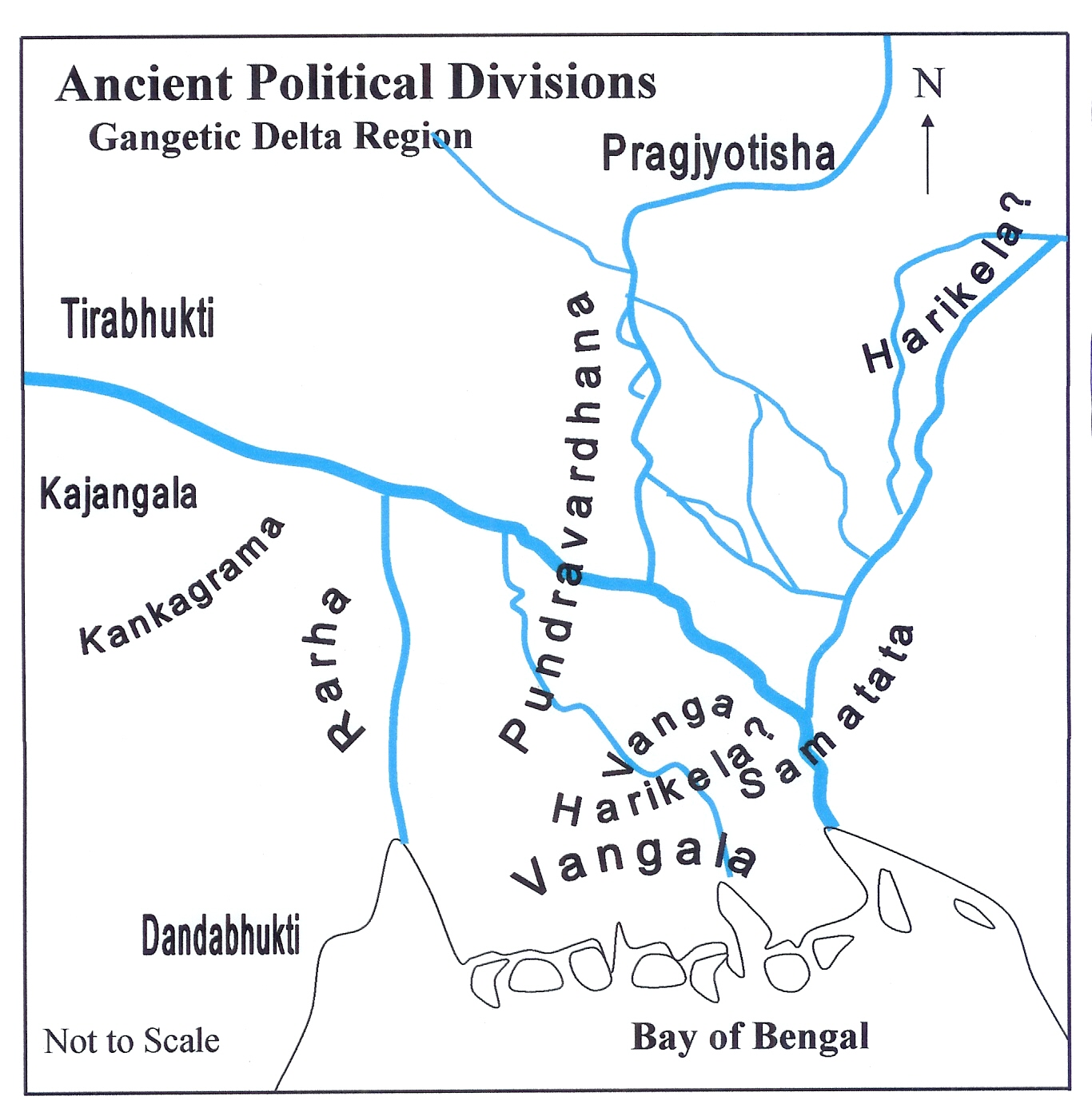
Oude politieke verdeeldheid (Ganges Delta).

Het woord "Bengalen" wordt over het algemeen gebruikt om te verwijzen naar iemand wiens taalkundige, culturele of voorouderlijke oorsprong uit Bengalen komt. Het etnoniem "Bangali" samen met "Bangla" (de inheemse naam van de taal en de gebied) zijn beide afgeleid van "Bangālah", wat de Perzen het gebied noemden. Vóór de islamitische expansie was er geen gecentraliseerd gebied met de naam "Bengalen", omdat de gebied was verdeeld in tal van geopolitieke afdelingen. De meest prominente koninkrijken waren Bongo in het zuiden, Rarh in het westen, Pundrobordhon en Borendro in het noorden, en Shomotot en Horikel in het oosten. In de oudheid identificeerden de mensen in deze regio zich volgens deze afdelingen.
Het land van Bongo wordt door vroege historici beschouwd als afkomstig te zijn van een man die zich in het gebied had gevestigd, hoewel het vaak wordt afgedaan als een legende. Ze suggereerden dat het gebied eerst werd bewoond door Bang, een kleinzoon van Cham, die de zoon was van Noach. De 16e-eeuwse historicus Abu 'l-Fazl ibn-Mubarak vermeldt in zijn boek Ain-i-Akbari dat de toevoeging van het achtervoegsel "al" voortkwam uit het feit dat de oude radja's van het land terpen aarde van 10 voet hoog en 20 voet breed in laaglanden tot uitlopers. Deze heuvels werden "al" genoemd.
In 1352 verenigde een moslim edelman genaamd Sjamsuddin Ilyas Sjah de gebied in een enkele politieke entiteit die bekend staat als het Sultanaat van Bengalen. Hij riep zichzelf uit als Sjah-i-Bangālīyān (Koning van Bengalen). Het was in deze periode dat de Bengaalse taal ook staatsbegunstiging kreeg en de literaire ontwikkeling bevestigde. Zo had Ilyas Sjah de sociolinguïstische identiteit van de inwoners van de regio effectief geformaliseerd als Bengaals, per staat, cultuur en taal.

## Geschiedenis

### Prehistorie en oude geschiedenis

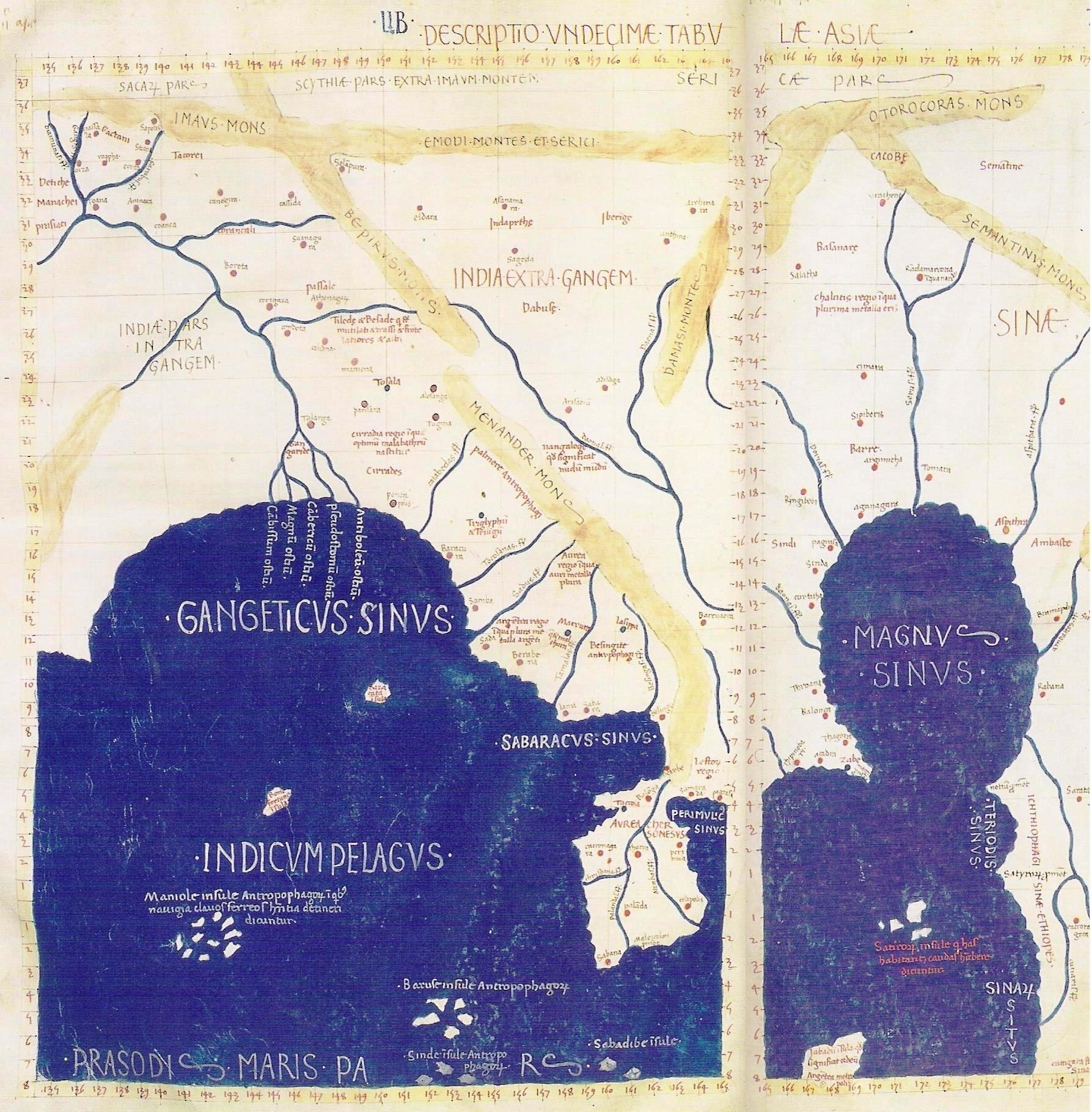
Weergave van Gangaridae op een kaart van de polyhistor Claudius Ptolemaeus.

Archeologen hebben overblijfselen ontdekt van een 4000 jaar oude Kopertijd beschaving in de gebied van Bengalen en geloven dat de vondsten een van de vroegste tekenen van vestiging in de gebied zijn. Er werd echter bewijs gevonden van veel eerdere paleolithische menselijke bewoning in de vorm van een stenen werktuig en een handbijl in de districten Rangamati en Feni. De artefacten suggereren dat de Wari-Botessor-beschaving, die bloeide in het huidige Norsingdi, dateert uit 2000 v.Chr. Niet ver van de rivieren werd aangenomen dat de havenstad buitenlandse handel dreef met het oude Rome, Zuidoost-Azië en andere gebieden. De mensen van deze beschaving leefden in bakstenen huizen, liepen over brede wegen, gebruikten onder meer zilveren munten en ijzeren wapens. Het wordt beschouwd als de oudste stad in Bengalen en in het oostelijke deel van Zuid-Azië als geheel.
Een van de vroegste buitenlandse verwijzingen naar Bengalen is de vermelding van een land genaamd "Gangaridae" door de Oude Grieken historici, dat rond 100 voor Christus door Koning Zandrames werd geregeerd. Diodoros van Sicilië verklaarde dat geen enkele buitenlandse vijand de Gangaridae had veroverd, vanwege zijn sterke kracht van olifanten. Hij zei ook dat Alexander de Grote oprukte naar de Ganges nadat hij de Indiërs had onderworpen, maar besloot terug te trekken toen hij hoorde over de 4000 olifanten van de Gangaridae.

### Middeleeuwen

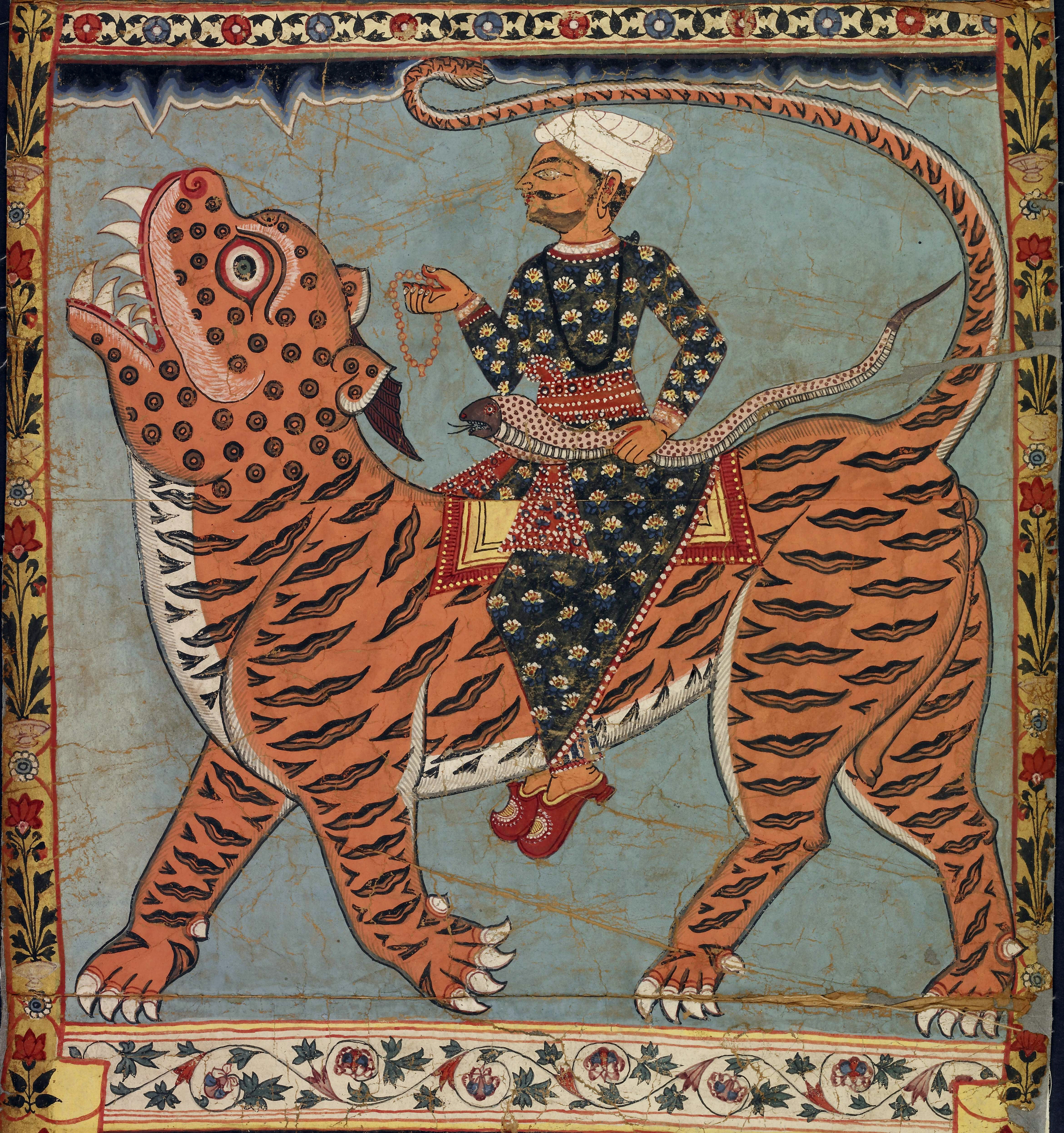
Gazi Pir wordt verondersteld te hebben geleefd in de Sundarbans ergens tussen de 11e en 12e eeuw.

Volgens Encyclopædia Britannica begonnen de Arabieren, Perzen en Turkse volkeren Bengalen te bezoeken in de 8e eeuw. Uiteindelijk fuseerden al deze groepen tot de mensen die nu bekend staan als Bengalen. Uiteindelijk fuseerden al deze groepen met autochtonen, tot de mensen die nu bekend staan als Bengalen. Gedurende deze tijd werd Bengalen geregeerd door het inheemse boeddhistische Palarijk dat handel dreef met het Kalifaat van de Abbasiden. De islam ontstond als gevolg van deze toegenomen handel tussen Bengalen en de Arabieren van het Midden-Oosten. Al-Masudi, een Arabische geograaf, bezocht het Palarijk waar hij een moslimgemeenschap van inwoners opmerkte.
Naast de handel werd de islam ingevoerd met de migratie van theologen. In de 11e eeuw vestigden Surkhul Antia en zijn studenten, met name Sjah Sultan Rumi, zich in Netrokona, waar ze de lokale heerser en bevolking ertoe brachten de islam te omarmen. Het tolerante inheemse Palarijk werd later binnengevallen door de Sena's. De Sena's waren hindoes en uit Dekan (Zuid-India). De Sena's hadden weinig steun van de lokale bevolking en werden gemakkelijk verslagen door de troepen van Mohammed Bakhtiyar Khaldji, een moslim Turkse generaal. Bijgevolg werd Bengalen de komende eeuwen geregeerd door moslimdynastieën. Dit leidde tot een nog grotere toestroom van moslims. Predikers zoals Sjah Sultan Balkhi en Sjah Makhdum Rupos vestigden zich in de huidige Radjshahi divisie in Noord-Bengalen. Een gemeenschap van 13 moslimfamilies onder leiding van Burhanuddin bestond ook in Sylhet, een noordoostelijke stad geregeerd door hindoes. In 1303 hielpen honderden soefi-predikers onder leiding van Sjah Djalal de moslimheersers in Bengalen Sylhet te veroveren, waardoor de stad Djalals hoofdkwartier werd voor religieuze activiteiten. Na de verovering verspreidde Djalal zijn volgelingen over verschillende delen van Bengalen om de islam te verspreiden, en hij werd een begrip onder Bengalen.

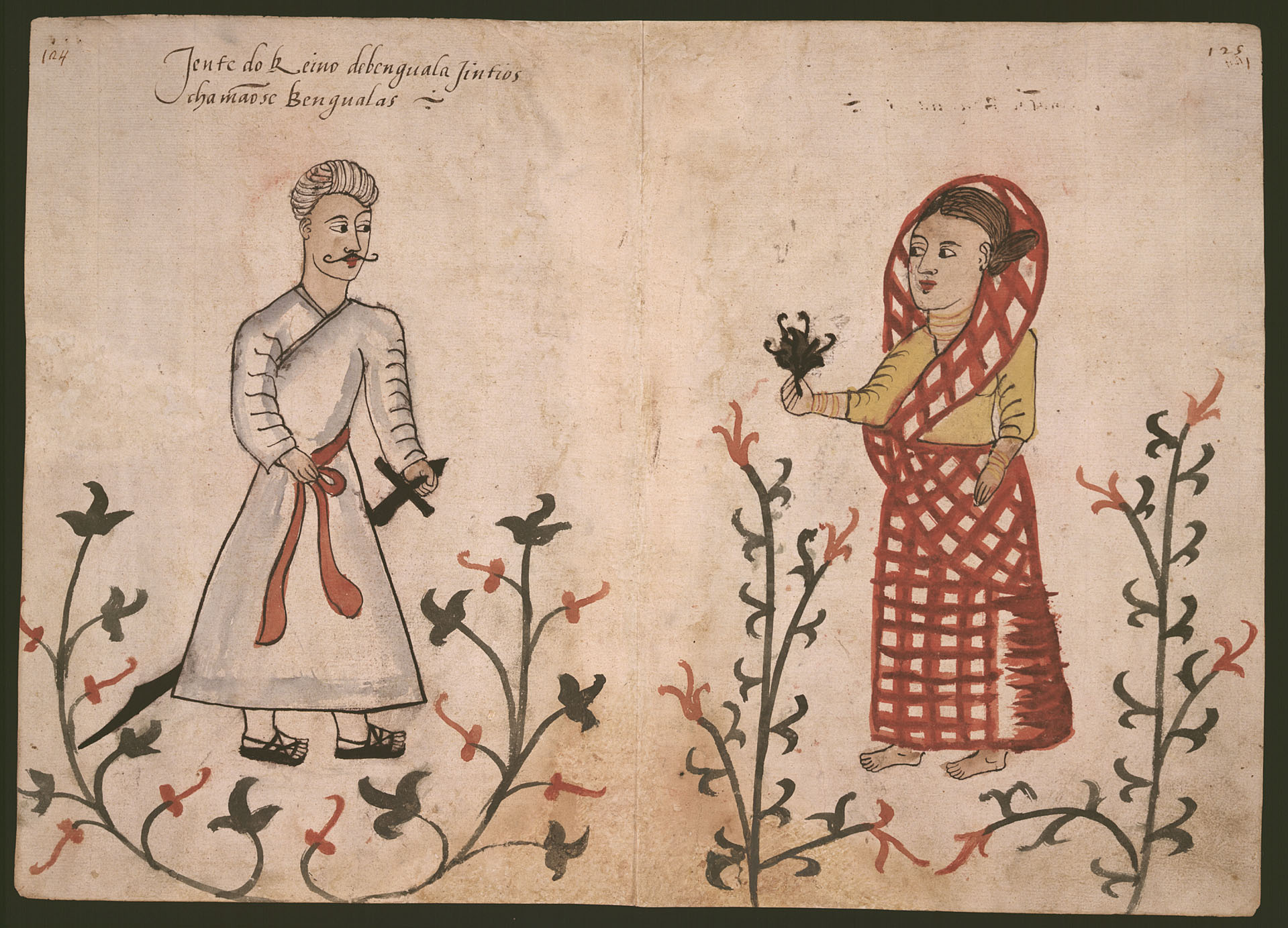
Een Portugees schilderij van "Bengalen volken" uit de 15e eeuw.

De oprichting van één verenigd Sultanaat van Bengalen in 1352 door Sjamsuddin Ilyas Sjah gaf uiteindelijk aanleiding tot een "Bengalen" sociolinguïstische identiteit. Oethman Siradjuddin, ook bekend als "Akhi Siradj Bangali", was een inwoner van Gaur in Noord-Bengalen en werd de hofgeleerde van het Sultanaat tijdens het bewind van Ilyas Sjah. De soennitische natie stond ook toe dat de moedertaal patronage en steun kreeg, in tegenstelling tot eerdere rijken. Sultan Djalaluddin Mohammed Sjah, een hindoegeboren moslim koning, financierde de bouw van islamitische instellingen tot aan Mekka en Medina in Arabië. De mensen van Arabië leerden deze instellingen kennen als al-Madaris al-Bangalija (Bengalen madrassa's).

### Mogol-tijdperk

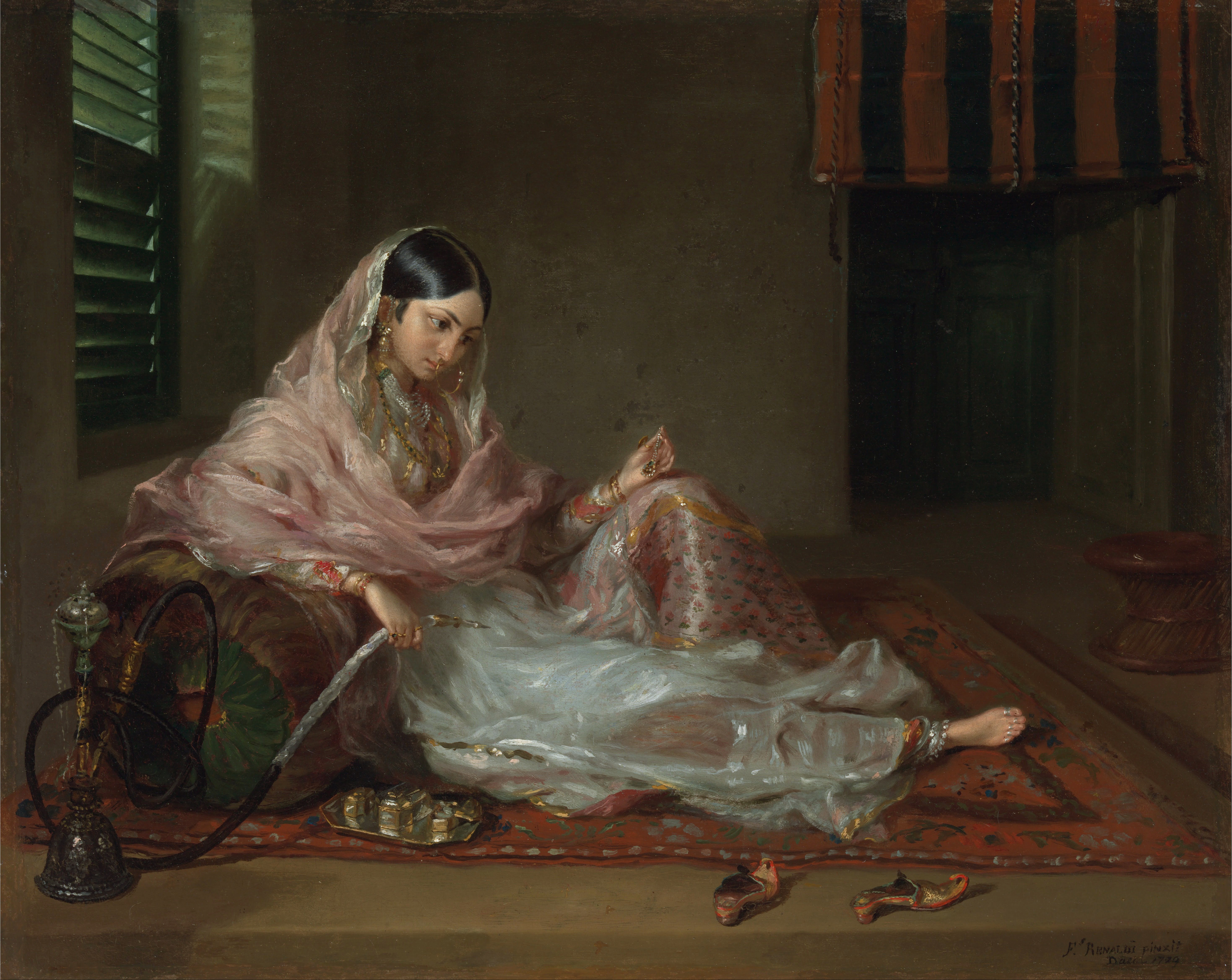
Een Bengaalse vrouw in Dhaka gekleed in fijne Bengaalse mousseline, 18e eeuw.

Het onafhankelijke Sultanaat van Bengalen werd verzwakt door invasies van het Suriden en aanvallen van het Mogolrijk. Zijn val viel samen met de opkomst van de Baro-Bhuiyan. De Baro-Bhuiyan waren een losse confederatie van Bengaalse leiders en Afghaanse krijgsheren, van wie velen edelen waren van het voormalige regime. Isa Khan, leider van de Baro-Bhuiyan, verzette zich tegen de invasie van het Mogolrijk. Pas na zijn dood, tijdens het leiderschap van zijn zoon Musa Khan, begon de regio snel onder Mogolcontrole te komen. Mogolgeneraal Man Singh veroverde delen van Bengalen, waaronder Dhaka tijdens de tijd van keizer Akbar de Grote en een paar Rajputstammen van zijn leger vestigden zich permanent rond Dhaka en de omliggende landen, en integreerden in de Bengaalse samenleving. Akbar's prediking van de syncretische Din-i-Ilahi, werd door de Kadi van Bengalen beschreven als een godslastering, wat enorme controverses veroorzaakte in Zuid-Azië. In de 16e eeuw migreerden veel Oelama van de Bengaalse islamitische intelligentsia naar andere delen van het subcontinent als leraren en instructeurs van islamitische kennis, zoals Ali Sjer Bangali naar Ahmedabad, Oethman Bangali naar Sambhal en Yusuf Bangali naar Burhanpur.
Tegen het begin van de 17e eeuw had Islam Khan Chisjti heel Bengalen veroverd en werd geïntegreerd in een provincie die bekend staat als de Bengaalse Subah. Het was de grootste onderverdeling van het Mogolrijk, aangezien het ook delen van Bihar en Orisja omvatte, tussen de 16e en 18e eeuw. Opgenomen in een van de buskruitrijken, werd Bengalen de rijkste regio van Zuid-Azië, en de proto-industriële economie vertoonde tekenen van een industriële revolutie. Door sommigen beschreven als het "Paradijs van de Koninkrijken" en de "Gouden Eeuw van Bengalen", genoten Bengalen destijds een van de hoogste levensstandaarden en reële lonen ter wereld. In zijn eentje goed voor 40% van Nederlandse import buiten het Europese continent, Oost-Bengalen was wereldwijd prominent aanwezig in industrieën zoals textielproductie en scheepsbouw, en was een belangrijke exporteur van zijde en katoen, textiel, staal, salpeter, en landbouw- en industriële producten in de wereld.

### Britse kolonisatie en partitie

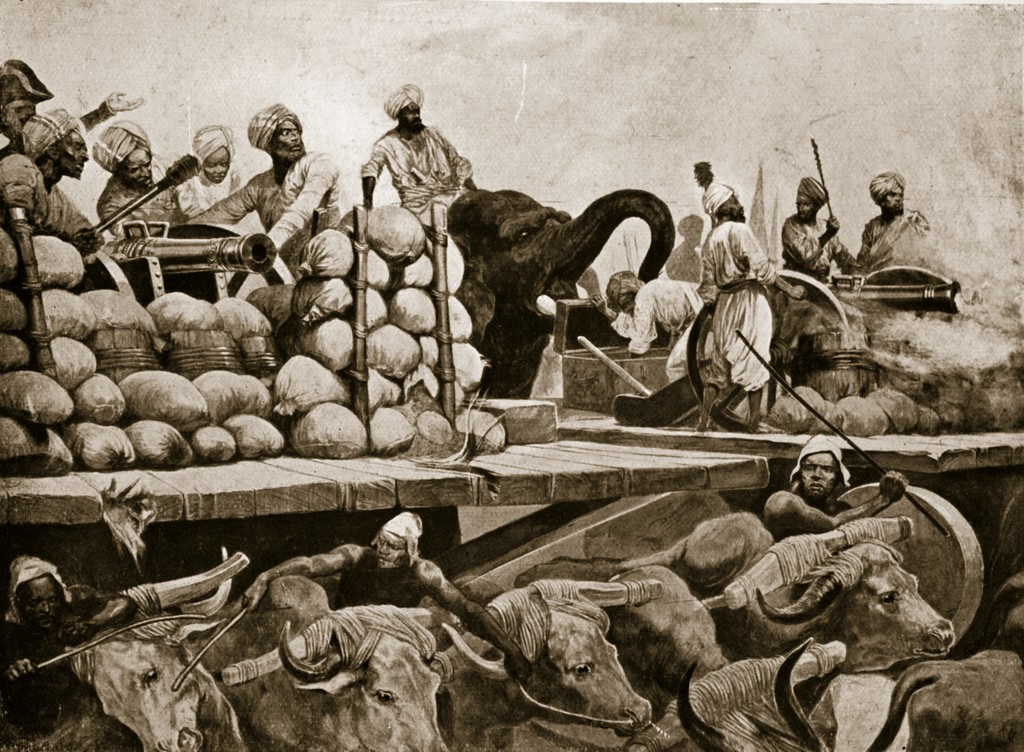
Bengaalse artillerie bij de Slag bij Plassey in 1757.

In de 18e eeuw werd Bengalen onafhankelijk geregeerd door Nawab die loyaal was aan het Mogolrijk. Nadat het de basis was geworden van de Childs Oorlog, werd Bengalen na de Slag bij Plassey geannexeerd door de Britse Oost-Indische Compagnie. Company governance in heel India begon eerst onder het Bengaalse voorzitterschap. Calcutta werd in 1772 de hoofdstad van de Britse Raj genoemd. Het presidentschap werd geleid door een militair-civiel bestuur en had het zesde vroegste spoorwegnet ter wereld. De Grote Bengaalse hongersnood sloeg verschillende keren toe tijdens de koloniale overheersing, met name de Grote Bengaalse Hongersnood van 1770 en de Grote Bengaalse Hongersnood van 1943, waarbij elk miljoenen Bengalen omkwamen.
Onder Britse heerschappij onderging Bengalen deïndustrialisatie. Ontevreden met de situatie, werden talloze opstanden en rellen geprobeerd door het Bengaalse volk. De opstand van 1857 begon in de buitenwijken van Calcutta en breidde zich uit naar Dhaka, Chittagong en Sylhet, in solidariteit met de andere opstanden. Het mislukken van de opstand leidde tot de afschaffing van het Mughal-hof en directe heerschappij door de Britse Raj. Veel van de vroege voorstanders van de onafhankelijkheidsstrijd, en latere leiders in de beweging, waren Bengalen zoals Radjab Ali Khan, Dudu Mia, Titumir, Abdul Hamid Khan Bhashani, Huseyn Shaheed Suhrawardy en Abul Qasim Fazlul Haq.
In 1947 werd de provincie Bengalen bij de deling van India opgesplitst in een Indiaas en een Pakistaans deel. Uiteindelijk verklaarde het toenmalige Oost-Pakistan zich onafhankelijk, en in 1971 werd de staat Bangladesh uitgeroepen.

## Taal en sociale stratificatie

Regionale dialecten vormen een van de determinanten van de sociale stratificatie van Bengalen.

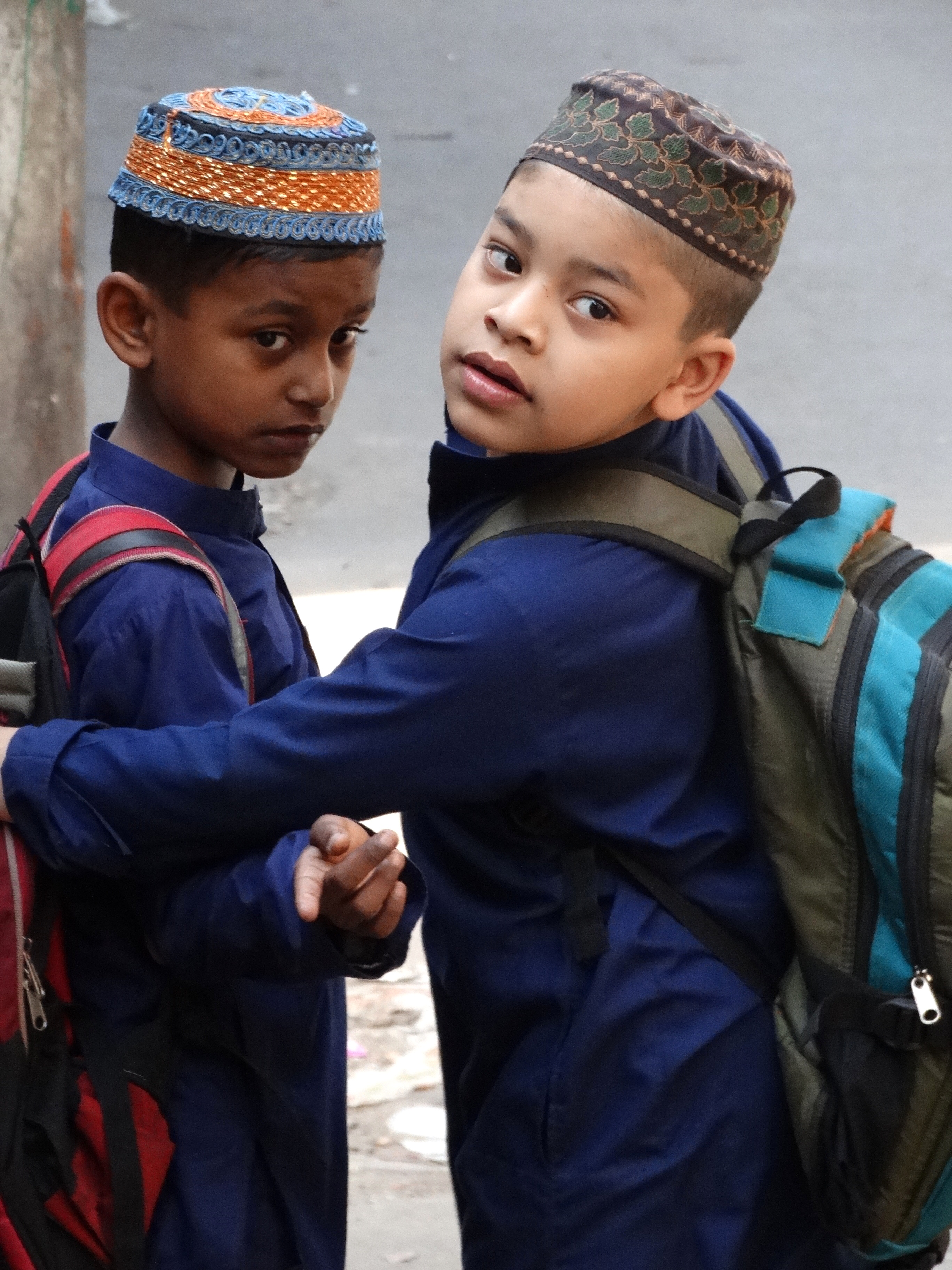
Bengaalse schooljongens in de havenstad Chittagong.

Een belangrijk en verbindend kenmerk van Bengalen is dat de meeste van hen Bengaals spreken, die behoort tot de Indo-Iraanse taalfamilie. Met ongeveer 226 miljoen moedertaalsprekers en ongeveer 300 miljoen sprekers wereldwijd, is Bengaals een van de meest gesproken talen en staat het op de zesde plaats in de wereld. Verschillende vormen van de taal zijn tegenwoordig in gebruik en vormen een belangrijke kracht voor de Bengaalse cohesie. Deze verschillende vormen kunnen worden ingedeeld in drie categorieën:
1. Klassiek Bengaals (সাধু ভাষা Sjadhu Bhasja): een historische vorm die tot de late Britse periode beperkt bleef tot literair gebruik.
2. Modern Standaardbengaals (চলিত ভাষা Cholito Bhasja of শুদ্ধ ভাষা Sjuddho Bhasja): een moderne literaire vorm gebaseerd op de dialecten van het verdeelde gebied van Groot-Nodia (nu verdeeld tussen Groot-Kushtia en Nodia). Het wordt tegenwoordig gebruikt in schrift en in formele spraak. Bijvoorbeeld toespraken en enkele radio-uitzendingen voorbereid.
3. Informeel Bengaals (আঞ্চলিক ভাষা Añcholik Bhasja or কথ্য ভাষা Kottho Bhasja): de grootste categorie in termen van totaal aantal sprekers. Het is een informele spreektaal die per dialect verschilt van het ene gebied tot het andere.

Bengalen kunnen grofweg worden ingedeeld in subgroepen, voornamelijk gebaseerd op dialect, maar ook op andere aspecten van cultuur.
- Het Bangal-volk: een woord dat voornamelijk in West-Bengalen wordt gebruikt om te verwijzen naar Oost-Bengalen. Deze groep vormt de meerderheid van de etnische Bengalen. Ze komen uit de regio's van Dhaka, Mojmonsjing, Comilla y Borisjal, evenals uit Bengaals-sprekende gebieden in Neder-Assam en Tripura. Onder de Bangal-volk zijn er subgroepen die naast een (Oost-)Bengalen identiteit ook verschillende identiteiten hebben. Zij zijn de lokale bevolking van Chittagong, Sylhet, Noakhali en Oude Dhaka (Puran Dhaka).
- Het Ghoti-volk: een woord om naar te verwijzen West-Bengalen. De lokale bevolking van Purulia (en Groot-Manbhum) in het uiterste westen heeft een aantal zonale verschillen met de typische Ghoti-volk als gevolg van dialect en subcultuur.
- De noorderlingen: Het noordelijke gebied is de thuisbasis van sprekers van de Borendri- en Rongpuri-dialecten. Ze zijn ook te vinden in Neder-Assam. De Sjersjahabadia-gemeenschap strekt zich uit tot Bihar.

## Geografische distributie
Afgezien van hun geboortestreek, wonen de meeste Bengaalse bevolkingsgroepen ook in Andamanen en Nicobaren, met aanzienlijke populaties in Arunachal Pradesh, Delhi, Orisja, Chhattisgarh, Jharkhand, Meghalaya, Mizoram, Nagaland en Uttarakhand evenals Provincie Nr. 1 in Nepal.
De Bengaalse diaspora heeft gevestigde gemeenschappen in Pakistan, en Midden-Oosten, in Zuidoost-Azië in Maleisië en Singapore, en in de westerse wereld fundamenteel binnen de Angelsaksische landen en in Italië.
De vroegste vermeldingen van Bengalen op Europa dateren uit het bewind van koning George III van het Verenigd Koninkrijk in de 16e eeuw. Een Bengaalse diplomaat genaamd I'tisam-ud-Din uit Nodia kwam in 1765 met zijn dienaar Mohammed Muqim naar Europa. Hoy en día, los británicos-bangladesíes son una comunidad naturalizada en el Reino Unido, que dirige el 90% de todos los restaurantes de cocina del sur de Asia y ha establecido numerosos enclaves étnicos en todo el país. Tegenwoordig zijn de Brits-Bangladesh een genaturaliseerde gemeenschap in het VK, die 90% van alle Zuid-Aziatische keukenrestaurants runt en talloze etnische enclaves in het hele land heeft gevestigd. De meest prominente daarvan is Banglatown in Oost-Londen.

## Wetenschappen en technologie

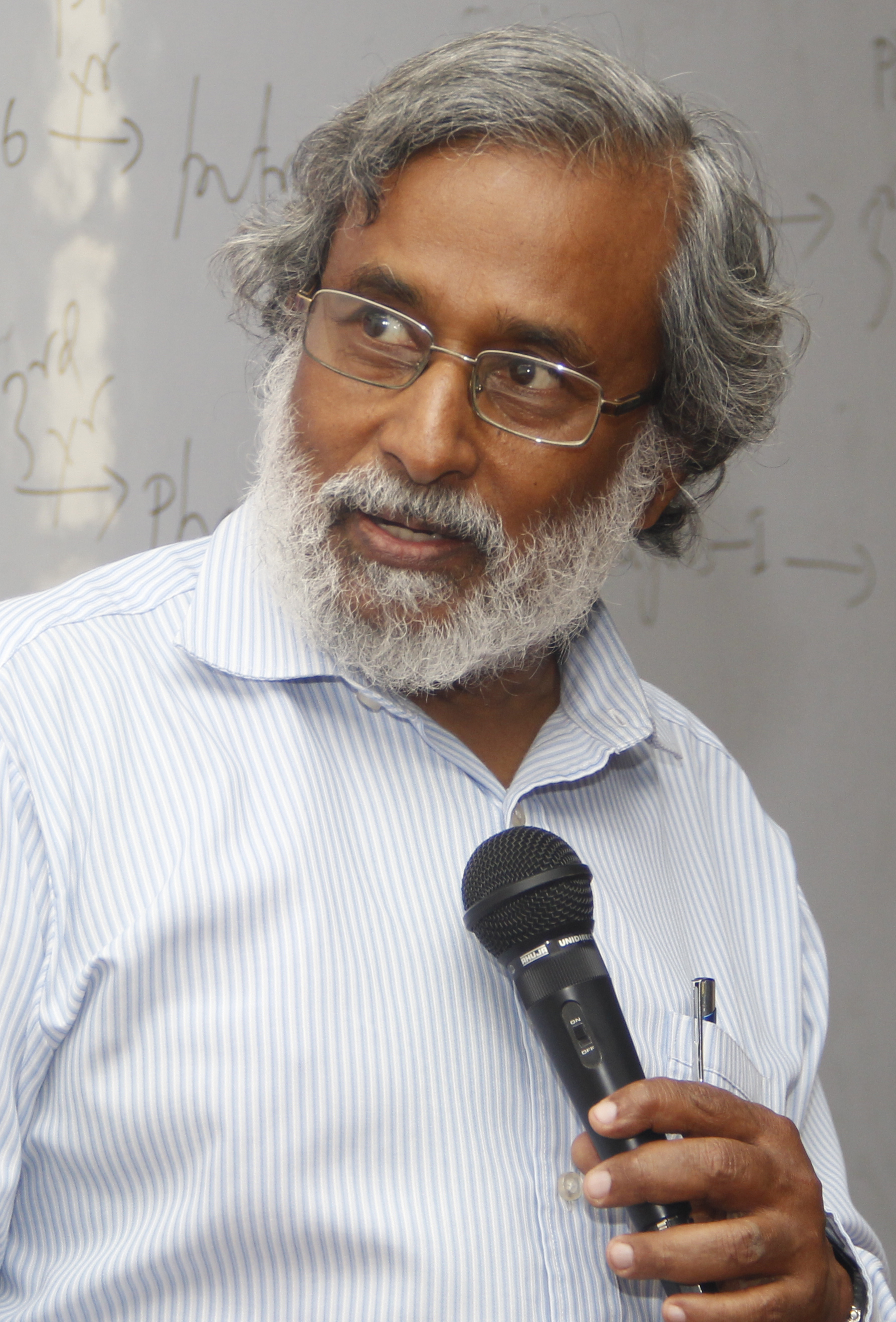
Biomedisch fysicus Khondkar Siddiq-e-Robbani ontwikkelde gerichte impedantiemeting, een techniek om elektrische weerstand in menselijke lichaamsweefsels te kwantificeren met een betere lokalisatie van het gebied.

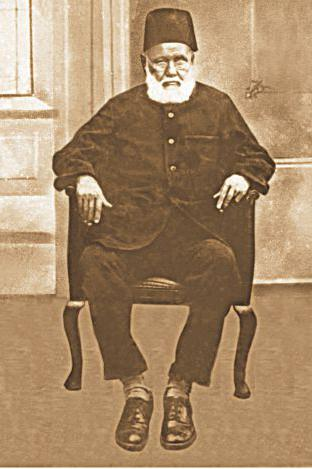
Kadi Azizul Haq (1872–1935) wordt erkend voor zijn bijdragen aan de ontwikkeling van moderne vingerafdrukbiometrie, een ontdekking van wereldbelang.

De bijdrage van Bengalen aan de moderne wetenschap is baanbrekend in de wereldcontext. Kadi Azizul Haq was een uitvinder die werd gecrediteerd voor het ontwerpen van de wiskundige basis achter een vingerafdrukclassificatiesysteem dat tot in de jaren negentig werd gebruikt voor strafrechtelijk onderzoek. Abdus Sattar Khan vond meer dan veertig verschillende legeringen uit voor commerciële toepassingen in spaceshuttles, straalmotoren, treinmotoren en industriële gasturbines. In 2006 vond Abul Hussam het Sono-arseenfilter uit en ontving vervolgens de Grainger Challenge Award 2007 voor Duurzaamheid. Een andere biomedische wetenschapper, Parvez Haris, werd door Stanford-universiteit vermeld in de top 1% van de 100.000 wetenschappers ter wereld.
Jawed Karim was mede-oprichter van YouTube. Fazlur Rahman Khan was een bouwkundig ingenieur die verantwoordelijk was voor het maken van veel belangrijke vorderingen in hoogbouwontwerpen. Hij was de ontwerper van Willis Tower, tot 1998 het hoogste gebouw ter wereld. Khans baanbrekende werk om structurele systemen voor hoge gebouwen te ontwikkelen, wordt vandaag de dag nog steeds gebruikt als uitgangspunt bij het overwegen van ontwerpopties voor hoge gebouwen.

## Galerij

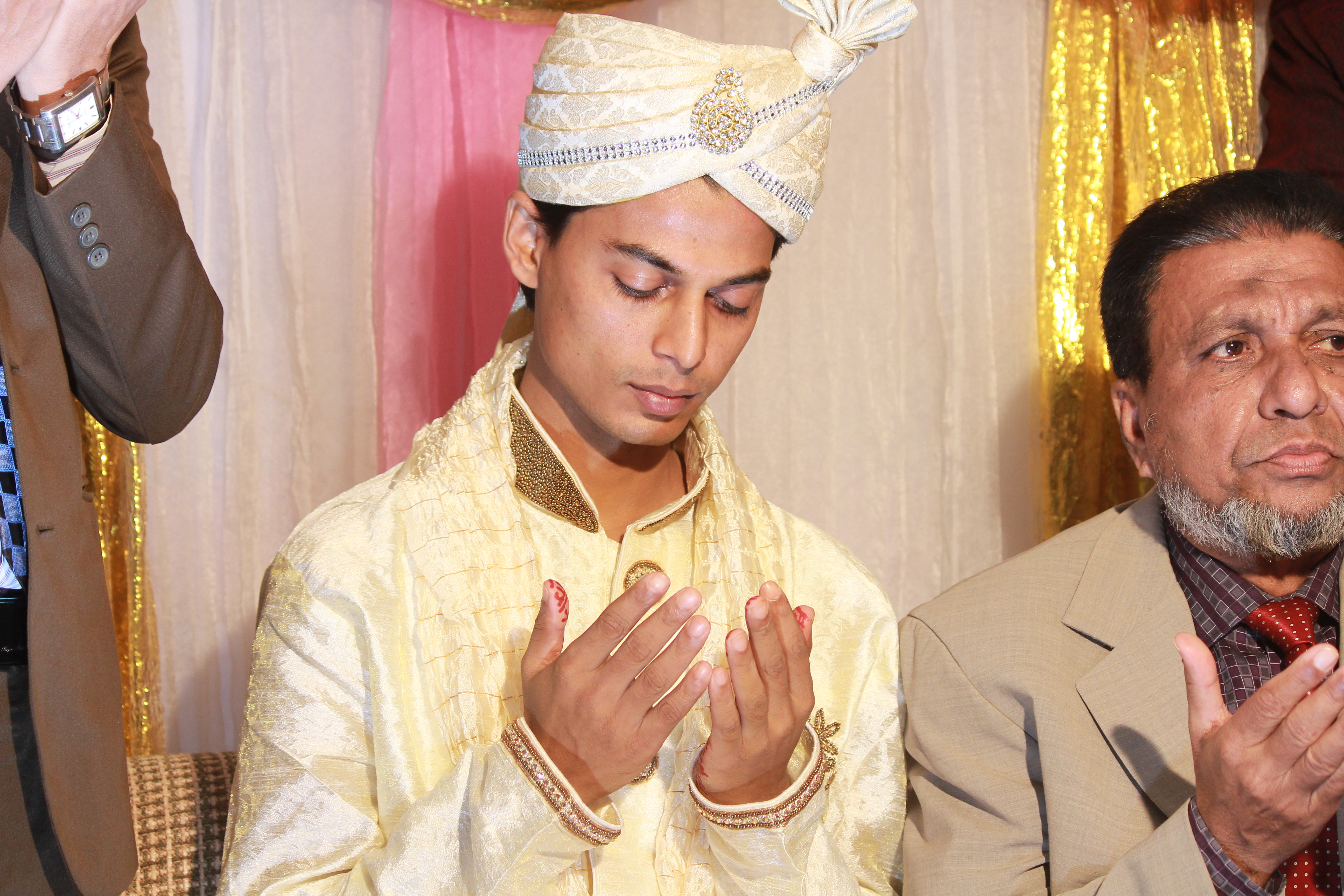
Een Bengaalse bruidegom in traditionele kleding.
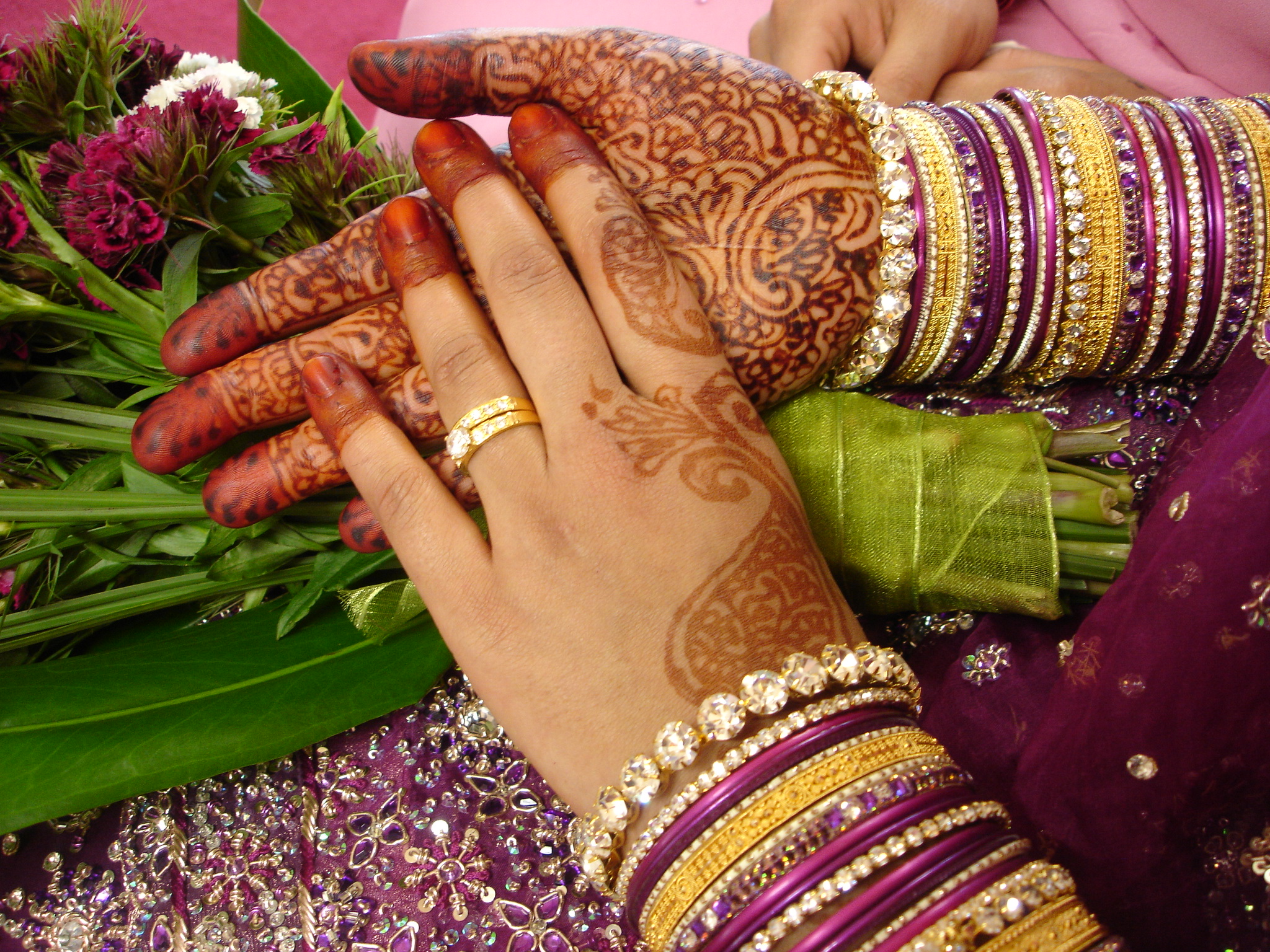
De mehndi-applicatie op de hand van een bruid.
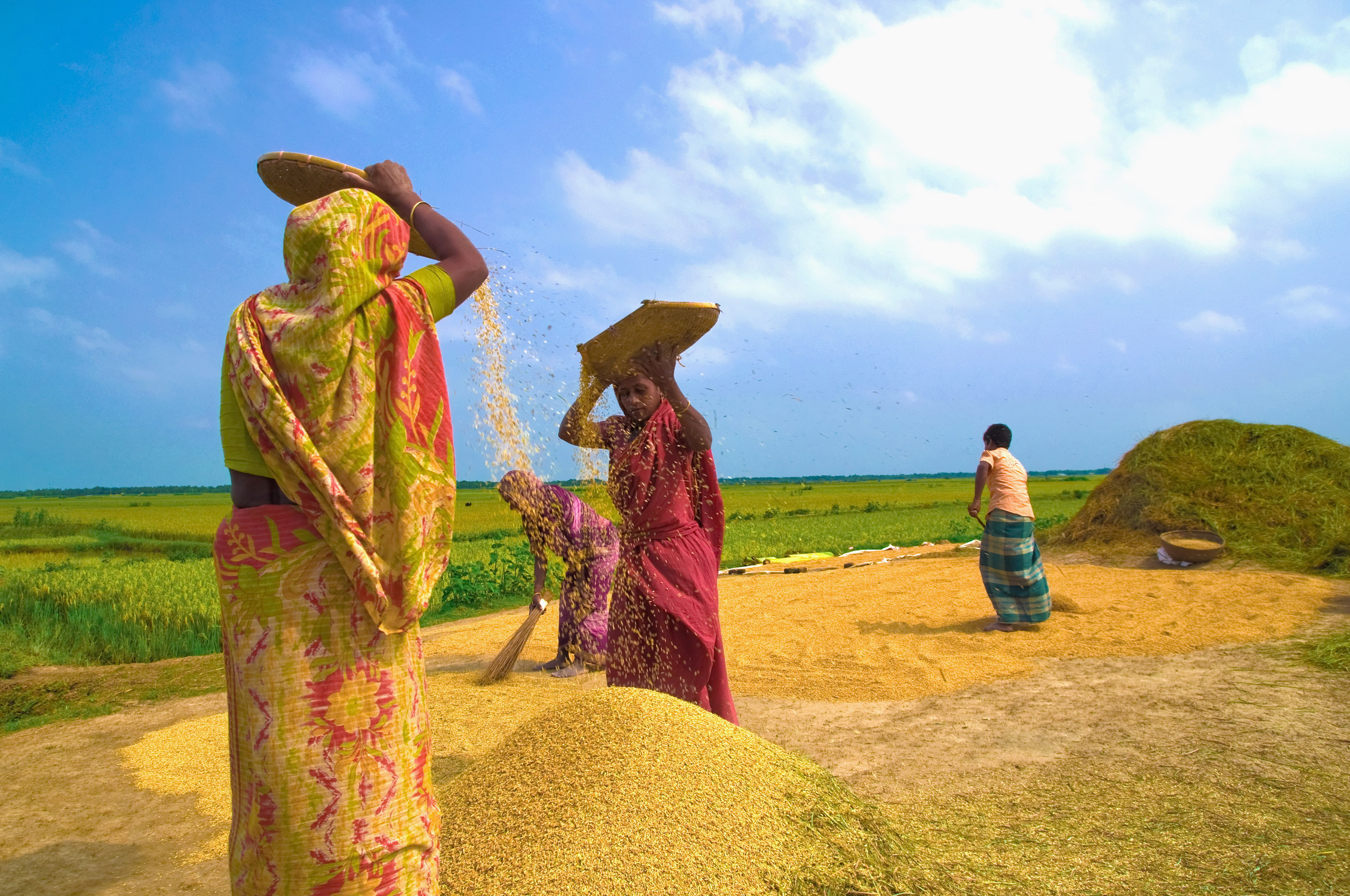
Oogstvoorbereiding in Bangladesh.